# Futterautomat

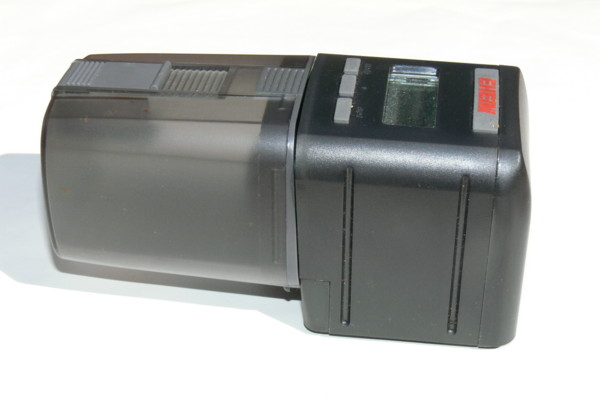
Aquarien-Futterautomat

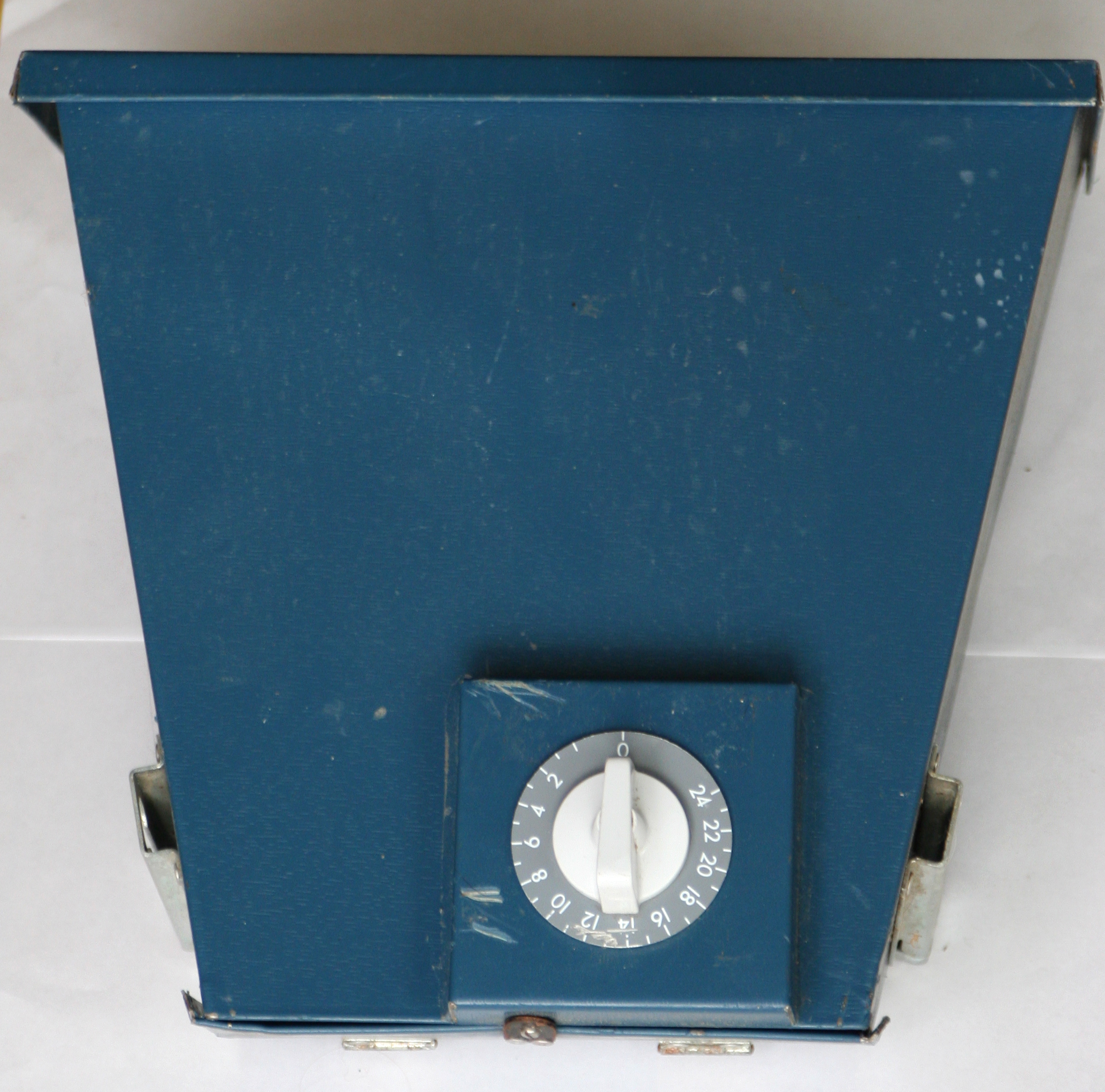
Futterautomat für Pferde

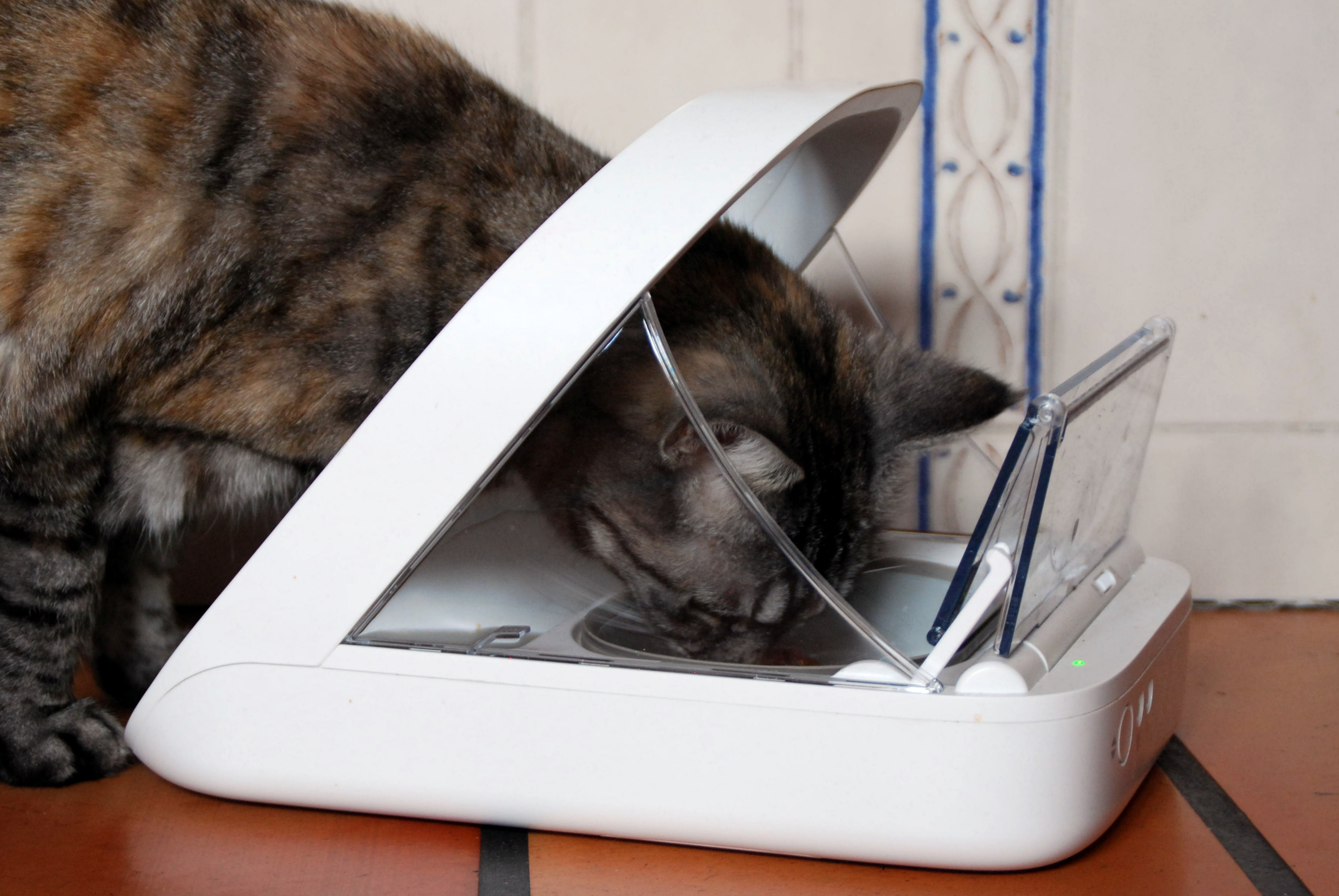
Chipgesteuerter Futterautomat für Katzen und Hunde

Ein Futterautomat ist ein elektronisch gesteuertes Gerät, das Tieren zeitgesteuert oder tierindividuell Futter zur Verfügung stellt.

## Einsatzbereiche und Varianten

### Aquarien
Ein Futterautomat für Aquarienfische besteht meist aus einer kleinen Trommel, die einen regulierbaren Spalt hat und die mit Trockenfutter gefüllt wird. Zu bestimmten, frei programmierbaren Zeiten dreht sich die Trommel und das Futter fällt durch den Spalt in das Aquarienwasser. Futterautomaten werden besonders zu Urlaubszeiten gebraucht, wenn die Aquarianer keinen Ersatzpfleger haben. Immer häufiger wird auch die Nutzung von Aquarium-Futterautomaten bei unregelmäßigen Arbeitszeiten, die eine artgerechte, und somit oft regelmäßige, Fütterung verhindern.
Zu unterscheiden sind drei Typen von Aquarium Futterautomaten:
Futterautomaten mit
1. einer großen Futterkammer,
2. vielen Einzelfutterkammern,
3. Schneckenförderung des Fischfutters.

Jeder Typ hat seine spezifischen Vor- und Nachteile. So sind Futterautomaten mit nur einer großen Futterkammer häufig anfällig gegenüber Verkleben und infolgedessen Verschimmeln des Fischfutters. Grund dafür ist die sehr hohe Luftfeuchtigkeit, der Futterautomaten durch die Verdunstung des Aquariumwassers im Einsatz ausgesetzt sind. Einige Automaten haben Vorbereitungen für eine Luftpumpe bzw. diese schon direkt integriert, sodass für eine kontinuierliche Trocknung des Fischfutters gesorgt werden kann.
Nicht von diesem Nachteil betroffen sind Aquarium-Futterautomaten, die viele Einzelkammern aufweisen. Die Futtermenge für eine einzelne Fütterung wird dabei in einzelnen Futterkammern aufbewahrt, sodass es durch die geringe Menge an zusammen gelagertem Fischfutter zu keinem Verkleben oder Verschimmeln kommen kann. Nachteilig ist hier häufig die geringe Anzahl an Futterkammern und somit die Absolutanzahl an möglichen Fütterungen.
Die Schneckenförderung ist sehr gut für die genaue Dosierung von Granulatfutter geeignet, ist aber sehr ungünstig für die Dosierung des häufig eingesetzten Flockenfutters geeignet, da dieses häufig zum Verblocken der Förderschnecke führt.

### Großtiere
Futterautomaten für Pferde oder andere Nutztiere haben eine Zeitschaltuhr, die wenn die Zeit abgelaufen ist, einen Mechanismus zum Öffnen der unteren Klappe betätigt. Somit fällt das Futter in den unterhalb angebrachten Futtertrog. Diese Futterautomaten können jeweils immer nur für eine Ration eingestellt werden.
Elektronisch gesteuerte Futterautomaten erlauben die variable Programmierung der Futtermenge und Fütterungsintervalle.

### Kleintiere
Futterautomaten für Kleintiere, insbes. Hunde und Katzen, sind für unterschiedliche Anwendungsszenarien erhältlich, unter anderem
- zeitgesteuerte Automaten mit einer Futterschale, die zur voreingestellten Zeit öffnen,
- zeitgesteuerte Automaten mit mehreren Futterschalen, meist kreisförmig angeordnet, die nacheinander zu festgelegten Zeiten geöffnet werden oder
- chipgesteuerte Automaten, die einen Futternapf nur für ein mittels RFID-Chip identifiziertes Tier öffnen und sich nach dem Entfernen des Tieres wieder verschließen.

## Trivia
Darüber hinaus gibt es in Tierparks und Zoos Automaten, an denen Fertigfutter für den Streichelzoo oder freigegebene Zootiere gekauft werden soll. Auf der Packung ist vermerkt, für welche Tiere es geeignet ist. Es muss sich strikt an diese Vorgaben gehalten werden, da das Futtermittel für andere Spezies möglicherweise nicht oder nur sehr schwer verdaubar ist und eine Fütterung mit ungeeignetem Futter schwere Erkrankungen des Tieres nach sich ziehen könnte. Im Extremfall kann ungeeignetes Futter sogar zum Tode des Tieres führen.